# Zeta Leporis
Désignations
Zeta Leporis (ζ Lep / ζ Leporis) est une étoile de la constellation du Lièvre. Sa magnitude apparente est de 3,55. D'après la mesure de sa parallaxe annuelle par le satellite Hipparcos, l'étoile située à environ 70,5 années-lumière de la Terre. Elle s'éloigne du Système à une vitesse radiale de +25 km/s. Depuis 2001, la présence d'une ceinture d'astéroïdes en orbite autour de l'étoile a été confirmée.

## Propriétés stellaires
Zeta Leporis est une étoile blanche de type spectral A2IV-V(n), avec la classe de luminosité « IV-V » qui indique que son spectre présence des caractéristiques intermédiaires entre une étoile sur la séquence principale et une sous-géante en train d'évoluer et de s'en éloigner. Les modèles d'évolution stellaire indiquent qu'elle est à moins de la moitié de sa vie sur la séquence principale.
L'étoile a une masse estimée à 1,93 fois celle du Soleil, fait environ 1,7 fois son rayon et 16,4 fois sa luminosité. C'est une étoile très jeune, son âge se situe probablement autour de 100 millions d'années mais pourrait aussi bien être compris entre 50 et 500 millions d'années. Elle tourne rapidement sur elle-même, montrant une vitesse de rotation projetée de 229 km/s.

## Ceinture d'astéroïdes
En 1983, à partir du rayonnement dans le domaine infrarouge du spectre électromagnétique, le satellite IRAS a été utilisé pour identifier la poussière en orbite autour de Zeta Leporis. La région contenant la poussière a été délimitée à un rayon de 12,2 ua, soit un peu plus de douze fois la distance de la Terre au Soleil[réf. nécessaire].
En 2001, le Long Wavelength Spectrometer de l'observatoire Keck sur le Mauna Kea à Hawaii, a été utilisé pour préciser le rayon de la zone de poussières, soit 5,4 ua. La température de la poussière a été évaluée à environ 230 K. Compte tenu de l'échauffement dû à l'étoile, cela indique que les grains de poussières pourraient se situer jusqu'à 2,5 ua de Zeta Leporis.
On pense maintenant que la poussière est en réalité une ceinture d'astéroïdes massive en orbite autour de Zeta Leporis, ce qui en fait la première ceinture d'astéroïdes extra-solaire découverte. La masse estimée de la ceinture est égale à environ 200 fois la masse totale de la ceinture d'astéroïdes du système solaire, soit 4 × 1023 kg (à titre de comparaison, c'est plus de la moitié de la masse totale de la Lune)[réf. nécessaire]. L'âge de la ceinture est estimé à 300 millions d'années.